# SN 2007kv
SN 2007kv – supernowa typu Ia odkryta 19 września 2007 roku w galaktyce A011015+0028. W momencie odkrycia miała maksymalną jasność 22,10m.